# Bazylika św. Jozafata w Milwaukee
Bazylika św. Jozafata w Milwaukee (ang. Basilica of Saint Josaphat in Milwaukee) – bazylika rzymskokatolicka w mieście Milwaukee w Stanach Zjednoczonych. Mieści się przy 2333 South 6th Street. Pełni funkcję kościoła parafialnego.
Świątynia została zbudowana w stylu neorenesansowym w latach 1897-1901. Jest wpisana do rejestru National Register of Historic Places.